# Guigba
 (avril 2011).
Si vous disposez d'ouvrages ou d'articles de référence ou si vous connaissez des sites web de qualité traitant du thème abordé ici, merci de compléter l'article en donnant les références utiles à sa vérifiabilité et en les liant à la section « Notes et références ».
Guigba (الڨيڨبة en arabe, ⴳⵉⴳⴱⴰ en chaoui) est une commune de la wilaya de Batna en Algérie.

## Géographie

### Situation
Le territoire de la commune de Guigba est situé au nord-ouest de la wilaya et traversé par la route nationale numéro 78. 
| ? (wilaya de Sétif) | ? (wilaya de Sétif) | Rahbat              |
| Gosbat              | Guigba              | Rahbat              |
| Gosbat Ras El Aioun | Ras El Aioun        | Rahbat Ras El Aioun |

### Localités de la commune
La commune de Guigba est composée de cinq localités :
- Aïn Kerma
- Chaaba
- Dar Djenane
- Ghenia
- Guigba

## Histoire
En 1933, un reliquaire du VIe siècle est découvert. "Thîkesrîth" (le Petit Chateau) est un site archéologique qui a été mis au jour après des travaux de construction.